# Биочип
Биочип   — микромножество либо матрица с нанесёнными молекулами белков, нуклеиновых кислот, биомакромолекул или биоструктур для одновременного проведения большого числа анализов в одном образце; или электронное устройство, содержащее биологические молекулы.

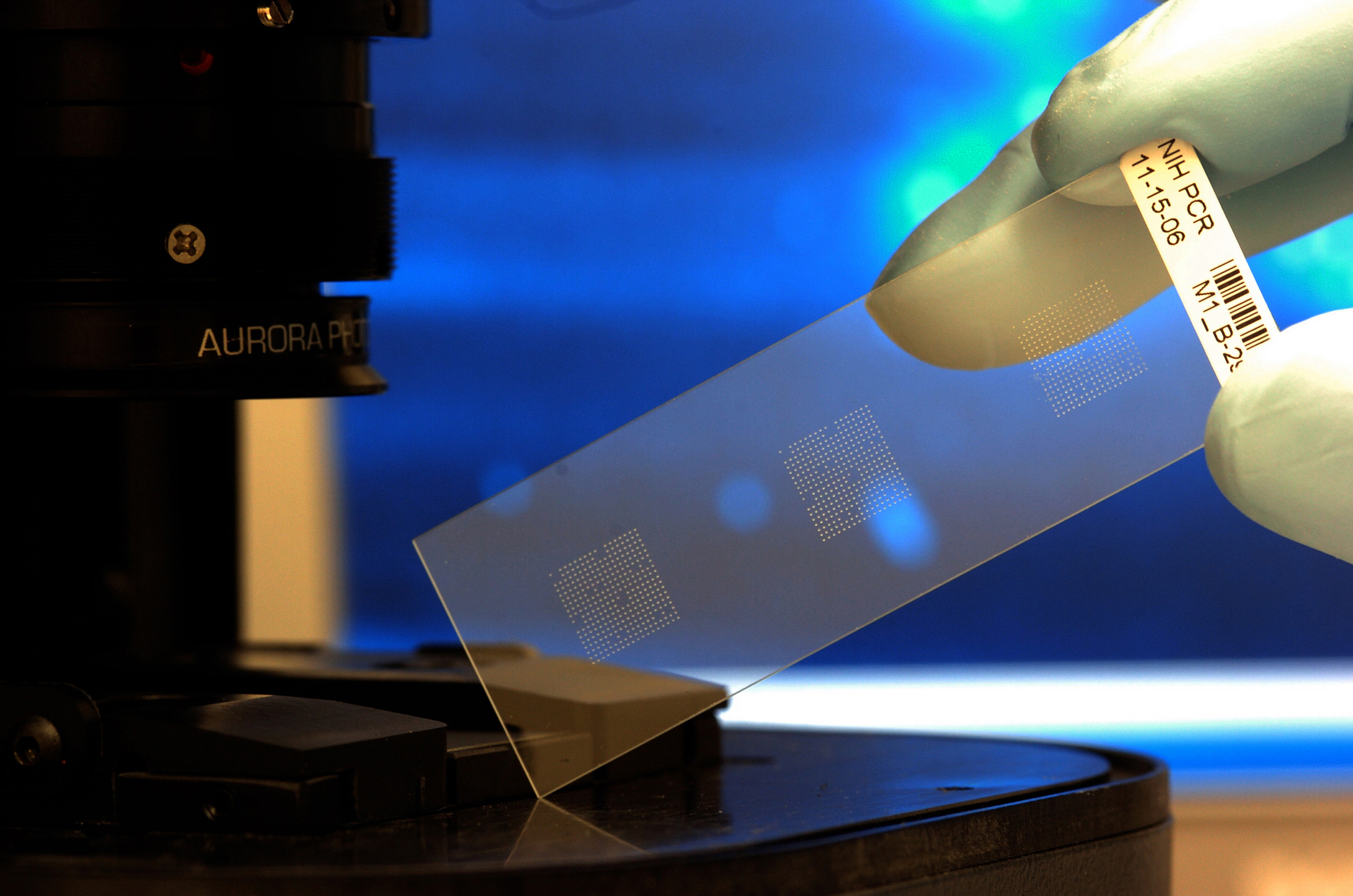
На биочипе видны сотни капель геля

Биологические микрочипы широко используются в in vitro диагностике. В основе механизма действия биочипов лежит молекулярное распознавание анализируемых молекул молекулами биополимеров, нанесёнными на чип. Это распознавание построено либо на взаимодействии рецепторов с лигандами (например, антител с антигенами), либо на гибридизации комплементарных цепей ДНК. В частности, разработаны биочипы, распознающие короткие олигонуклеотидные последовательности и позволяющие детектировать единичные мутации в генах. Наноразмерная длина олигонуклеотидов, нанесённых на микрочип, является одним из ключевых факторов, определяющих их высокую эффективность и специфичность.
На поверхности ДНК-чипа иммобилизованы олигонуклеотиды. При добавлении анализируемого образца комплементарная таргетная ДНК в образце формирует дуплекс с олигонуклеотидом на чипе. В результате генерируется сигнал, свидетельствующий о наличии в пробе соответствующего объекта (инфекции, онкомаркера и т. п.).